# Бриш (Белорецкий район)

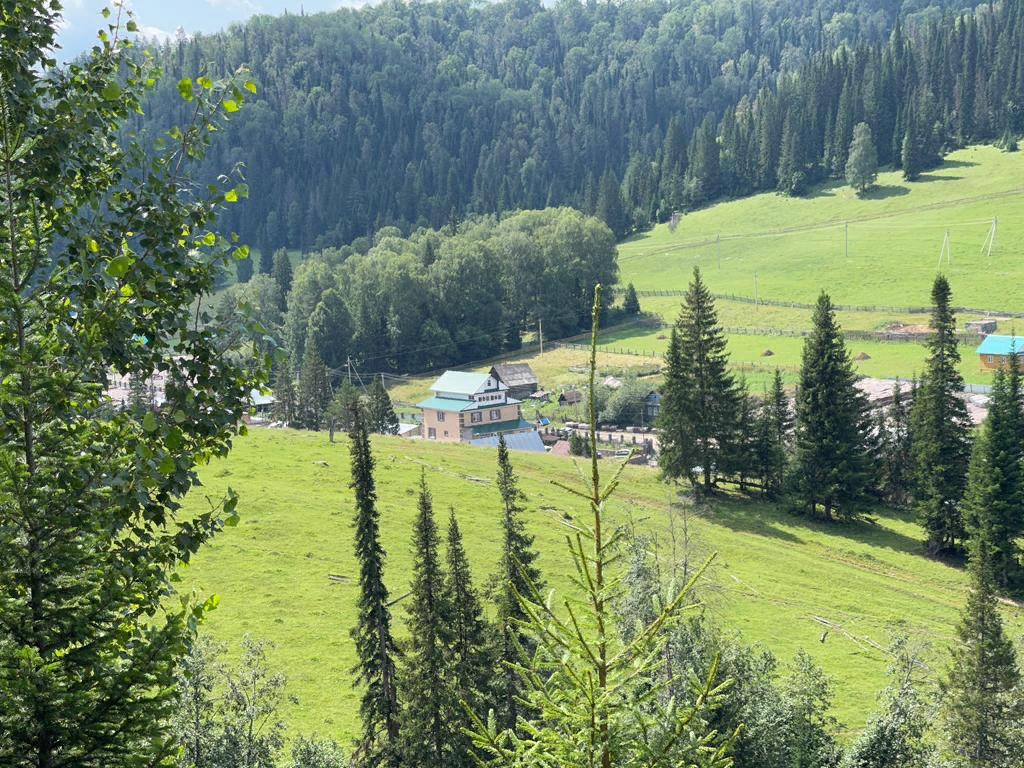
Бриш

Бриш (баш. Береш) — село в Белорецком районе Башкортостана России, относится к Ассинскому сельсовету. Протекает река Бриш.

## Население
| 2002 | 2009 | 2010 |
| ---- | ---- | ---- |
| 215  | ↗279 | ↘263 |

Согласно переписи 2002 года, преобладающая национальность — башкиры (99 %).

## Географическое положение
Расстояние до:
- районного центра (Белорецк): 161 км,
- центра сельсовета (Ассы): 6 км.

## Известные уроженцы
- Байдавлетов, Рафаэль Ибрагимович — председатель Правительства Республики Башкортостан в 1999-2008 годах.